# Het duister dat ons scheidt
Het duister dat ons scheidt is een psychologische roman uit 2003, geschreven door de Nederlandse schrijfster Renate Dorrestein.
Het boek is geënt op de waar gebeurde balpenmoord.
Het boek is vertaald naar het Engels, Duits, Spaans, Italiaans, Frans en Albanees. Het boek verscheen in 2018 in een nieuwe vormgeving, geïllustreerd door Sylvia Weve.

## Hoofdpersonen
LoesZe woont in het begin van het verhaal met haar naamloze moeder in een oude pastorie met twee heren kostgangers met de namen Ludo en Duco. Ze blijkt dyslectisch te zijn en kan niet leren lezen.
De moeder van LoesAls de zesjarige Thomas Iedema zich verlooft met haar zesjarige dochter komen oude herinneringen naar boven inzake de vader van Loes, die met Thomas en zijn vrouw recentelijk naar het Vinex-dorp  is verhuisd.
De Luco’sOok wel de Dudo's  ofwel de Heren Ludo & Duco. Onafscheidelijk en zowel kostgangers bij als bewonderaars en liefhebbers van de moeder van Loes. Ze zijn financieel analisten en handelen ook per telefoon in de effecten en de waardepapieren, die ze bestuderen.

## Indeling
De roman is ingedeeld in drie delen, die respectievelijk de hoofdpersoon Loes beschrijven op 6, 12 en 18-jarige leeftijd. De 26 hoofdstukken zijn genummerd met de opeenvolgende letters van het alfabet, als ware het een leesplankje of leescursus. Het laatste hoofdstuk Z=Zwaard beschrijft het moordwapen en is uit de chronologie van het verhaal gehaald. Het eerste hoofdstuk A=Aardbei geeft een samenvatting van deel I.

## Vertellers
Deel I wordt verteld door anoniem blijvende leeftijdgenoten van Loes, die het verhaal in de wij-vorm vertellen met de collectieve kijk van de nieuw aangevoerde Vinex-kinderen. Loes vertelt zelf in de ik-vorm in de delen II en III.

## Locatie
Het verhaal begint in een Vinex-dorp avant la lettre. Vervolgens verhuizen de vier pastorie-bewoners naar het eiland Lewis. Aan het eind van het verhaal is Loes op kamers in Amsterdam.

## Verhaal
Terwijl de moeder van Loes de Vinex-vrouwen Tarotkaarten uitlegt in de oude pastorie, is de zesjarige Loes met haar heuse verloofde Thomas Idema de leidster van een groep zesjarige kinderen.
Alles verandert als na een stormavond de vader van Thomas dood wordt aangetroffen met een rood kleurpotlood in een oog. Iedereen weet dat die grote kleurpotloden uit de oude pastorie komen en in het laatste hoofdstuk, teruggeplaatst in de tijd, overhandigt de zesjarige Thomas het latere moordwapen van zijn vader aan Loes met de woorden: “Jou kan niks meer gebeuren”. De moeder van Loes bekent de moord, hoewel zij volkomen onschuldig is, daarbij het slachtoffer weerzinwekkend natrappend, en verdwijnt voor 12 jaar naar de Bijlmerbajes. Loes wordt vervolgens uitgekotst door haar leeftijdgenoten. Haar "verloofde" Thomas gaat met een ander meisje. Loes beleeft zes ellendige schooljaren waarin ze vreselijk gepest wordt. De Luco's zorgen 6 jaar lang voor haar, als was ze hun eigen dochter. Als haar moeder na 6 jaar vervroegd vrijkomt verhuizen de vier uit de belegerde pastorie naar het eiland Lewis om aan het volksgericht te ontsnappen. Daar beleeft Loes een fijne periode en wordt ze geaccepteerd door de andere kinderen. Als Thomas met zijn nieuwe vriendinnetje op het eiland vakantie houdt redt Loes beide kinderen van de verdrinkingsdood op het verraderlijk wad. Daarmee wordt Loes helemaal een held. Toch heeft Loes nog een vreselijk schuldgevoel omdat haar moeder zich voor haar zou hebben opgeofferd. 
De moeder van Loes vertrekt na een jaar terug naar Nederland en neemt een betaalde baan aan in de haar vertrouwde Bijlmerbajes. Als Loes op haar 18e op kamers gaat in Amsterdam ziet ze toevallig op haar eerste dag aldaar op televisie haar moeder tekst en uitleg geven over het leven in de Bijlmerbajes. Dochter zoekt moeder op en wil precies weten wat er op die fatale stormavond nu echt is gebeurd.
Daarbij wordt duidelijk wie de vader van Loes is geweest en hoe deze aan zijn eind is gekomen. Ook wordt duidelijk dat het schuldgevoel van Loes nergens op gebaseerd was, maar bedacht door het zwijgen en de geheimzinnigheid van de volwassenen om haar heen. Een kind vult immers de witte plekken in haar geheugen zelf in.

## NS publieksprijs
Het boek was genomineerd voor de NS-publieksprijs 2004.